# Faits divers (film, 1983)
Pour les articles homonymes, voir Faits divers (homonymie).
Pour plus de détails, voir Fiche technique et Distribution.
Faits divers est un film documentaire français réalisé par Raymond Depardon et sorti le 1er juin 1983.

## Synopsis
Au début de l'été 1982, le quotidien de policiers du commissariat du 5e arrondissement de Paris est filmé à travers plusieurs « faits divers » : dépositions de personnes désorientées ou tenant des propos incohérents, interpellations, règlements à l'amiable de disputes, interventions sur des tentatives de suicide, etc.
La caméra suit la camionnette de police-secours dans son secteur couvrant les 5e et 6e arrondissements, et les locaux du commissariat situé rue Basse-des-Carmes. Elle s'attarde principalement sur les personnes avec qui la police rentre en contact : sourire frondeur d'une gitane interpelée, tristesse et compassion d'une victime d'un drogué, contentement d'une femme fière d'avoir résisté à un vol à l'arraché et se plaignant que la France ne soit plus la France etc. La confrontation des policiers et de ces personnes est aussi mise en valeur : tel inspecteur expédie une affaire de viol en tançant la plaignante et le suspect, tel policier contemple impavide une femme gisante après avoir ingéré des barbituriques, tel autre parlemente avec une femme qui refuse de lui ouvrir la porte. Les relations entre policiers sont également traitées de manière plus secondaire.
Les scènes sont filmées sans commentaires. La bande son reprend la musique des véhicules ; dans de courts intervalles méditatifs, le son des activités s'estompe et des extraits de musique classique sont diffusés.

## Fiche technique
- Réalisation : Raymond Depardon
- Photographie : Raymond Depardon
- Montage : Françoise Prenant et Olivier Froux
  - Assistants : François Margolin et Camille Cotte
- Son : Raymond Depardon
- Sociétés de production : Films A2 et Copyright Films
- Pays de production :  France
- Langue originale : français
- Genre : documentaire
- Format : couleur (Eastmancolor) - 16 mm
- Durée : 108 minutes
- Date de sortie :
  - France : 1er juin 1983